# Liste der Baudenkmale in Potsdam/U
Dieser Teil der Liste beinhaltet die Denkmale in Potsdam, die sich in Straßen befinden, die mit U beginnen. Der Stand der Liste ist der 31. Dezember 2013.

## Baudenkmale
In den Spalten befinden sich folgende Informationen:
- ID-Nr.: Die Nummer wird vom Brandenburgischen Landesamt für Denkmalpflege vergeben. Ein Link hinter der Nummer führt zum Eintrag über das Denkmal in der Denkmaldatenbank. In dieser Spalte kann sich zusätzlich das Wort Wikidata befinden, der entsprechende Link führt zu Angaben zu diesem Denkmal bei Wikidata.
- Lage: die Adresse des Denkmales und die geographischen Koordinaten. Link zu einem Kartenansichtstool, um Koordinaten zu setzen. In der Kartenansicht sind Denkmale ohne Koordinaten mit einem roten beziehungsweise orangen Marker dargestellt und können in der Karte gesetzt werden. Denkmale ohne Bild sind mit einem blauen bzw. roten Marker gekennzeichnet, Denkmale mit Bild mit einem grünen beziehungsweise orangen Marker.
- Bezeichnung: Bezeichnung in den offiziellen Listen des Brandenburgischen Landesamtes für Denkmalpflege. Ein Link hinter der Bezeichnung führt zum Wikipedia-Artikel über das Denkmal.
- Beschreibung: die Beschreibung des Denkmales
- Bild: ein Bild des Denkmales und gegebenenfalls einen Link zu weiteren Fotos des Baudenkmals im Medienarchiv Wikimedia Commons

| ID-Nr. | Lage                                                    | Bezeichnung                      | Beschreibung | Bild |
| ------ | ------------------------------------------------------- | -------------------------------- | ------------ | --- |
|        | Templiner Vorstadt Ulrich-von-Hutten-Straße 1-12 (Lage) | siehe Leiterstraße 1-15          |              | [[Vorlage:Bilderwunsch/code!/C:52.382361,13.048366!/D:Templiner Vorstadt Ulrich-von-Hutten-Straße 1-12, siehe Leiterstraße 1-15!/\|BW]] |
|        | Waldstadt I Unter den Eichen 1-50 (Lage)                | siehe Am Fenn 1-16, 18-26, 28-36 |              | [[Vorlage:Bilderwunsch/code!/C:52.370656,13.096552!/D:Waldstadt I Unter den Eichen 1-50, siehe Am Fenn 1-16, 18-26, 28-36!/\|BW]]       |